# Astragalus wagneri
Astragalus wagneri är en ärtväxtart som beskrevs av Aleksandr Andrejevitj Bunge. Astragalus wagneri ingår i släktet vedlar, och familjen ärtväxter. Inga underarter finns listade i Catalogue of Life.